# Zlatá korčuľa
Zlatá korčuľa je trofej udělovaná ve slovenské nejvyšší soutěži pro nejužitečnějšího hráče playoff zvoleného diváky.

## Držitelé
| Sezóna    | Hráč                                            | Pozice                                          | Klub                                            |
| --------- | ----------------------------------------------- | ----------------------------------------------- | ----------------------------------------------- |
| 2013/2014 | Jozef Stümpel                                   | útočník                                         | HK Nitra                                        |
| 2014/2015 | Gabriel Spilar                                  | útočník                                         | HC Košice                                       |
| 2015/2016 | David Laliberté                                 | útočník                                         | HK Nitra                                        |
| 2016/2017 | Mathieu Corbeil                                 | brankář                                         | MHC Martin                                      |
| 2017/2018 | Branko Radivojevič                              | útočník                                         | HK Dukla Trenčín                                |
| 2018/2019 | Samuel Buček                                    | útočník                                         | HK Nitra                                        |
| 2019/2020 | Z důvodu pandemie covidu-19 se play off nehrálo | Z důvodu pandemie covidu-19 se play off nehrálo | Z důvodu pandemie covidu-19 se play off nehrálo |
| 2020/2021 | Dávid Skokan                                    | útočník                                         | HK Poprad                                       |
| 2021/2022 | Samuel Buček                                    | útočník                                         | HK Nitra                                        |
| 2022/2023 | Dominik Riečický                                | brankář                                         | HC Košice                                       |
| 2023/2024 | Samuel Buček                                    | útočník                                         | HK Nitra                                        |